# 罗英 (1916年)
罗英（1916年2月—1990年10月22日），原名王中位，男，直隶完县人，中华人民共和国政治人物，曾任贵州省人大常委会副主任，中共贵州省顾问委员会常委。

## 生平
1931年在保定河北省立第二师范学校求学时，先后加入社会科学者联盟、中国革命互济会、中华民族解放先锋队等组织，先后参加了九一八、一二九等爱国运动。1937年10月加入中国共产党。七七事变后，历任河北民军十四游击支队三大队政治指导员，十三游击支队政治部主任，冀西地委武装科长，抗日军政大学一分校学员，冀鲁豫军区第二纵队政治部组织部干事、政治教导员。1941年春调任冀鲁豫军区第四（运东）分区政治部副主任。1943年初，任新组建的第一（泰运）军分区一团、二团政委。1945年抗日战争结束后，历任独立一旅政治部主任，第七纵队十九旅政治部主任，第七纵队政治部组织部长，民主建国军二军政治部主任，晋冀鲁豫野战军第十一纵队三十一旅副政委，第二野战军第五兵团十七军四十九师副政委，第二野战军军政大学五分校政治部主任。
1949年中华人民共和国成立后，历任贵州省军区第一（毕节）军分区政委兼地委书记，中央人民政府劳动部保险局局长、党组成员，国家锅炉检查总局局长。1958年调回贵州省工作，历任中共贵州省委交通部部长，组织部部长，贵州省经济委员会副主任，贵州省科学技术委员会副主任，中共贵州省纪律检查委员会常务书记等职。1980年12月当选贵州省人大常委会副主任。1982年当选中共十二大代表。1983年任中共贵州省顾问委员会常委。1990年10月22日在贵阳逝世。